# Jacquou le Croquant (mini-série)
Pour les articles homonymes, voir Jacquou le Croquant (homonymie).
Jacquou le Croquant est une mini-série française en cinq épisodes de 90 minutes et un de 120 minutes environ, réalisée par Stellio Lorenzi et diffusée pour la première fois du 4 octobre 1969 au 8 novembre 1969 sur la première chaîne de l'ORTF. Elle est fondée sur le roman de même titre d'Eugène Le Roy (1899).

## Synopsis
En 1819, dans le Périgord, Jacquou Féral est un garçon de huit ans. Son père, Martin Féral, dit Martissou, est métayer du comte de Nansac qui exploite son personnel, tout en résidant au château de l'Herm. Un jour, Nansac fait condamner Martissou pour le meurtre de son régisseur Laborie. L’infortuné métayer est condamné aux travaux forcés et meurt peu après. Jacquou reste un temps seul avec sa mère qui finit elle aussi par mourir. Orphelin, il est recueilli par le curé Bonnal qui s’occupe de son éducation. Devenu adulte, Jacquou n’aura de cesse de combattre l’injustice dont sa famille a été victime et rêve de se venger. Les circonstances l’amèneront vite à devenir le principal meneur d’une révolte paysanne contre le cynique comte de Nansac. Il saura ainsi transformer son désir de vengeance en un combat contre l’injustice et prouver qu’un simple paysan n’est pas dénué de grandeur.

## Distribution
- Éric Damain : Jacquou Féral enfant
- Daniel Le Roy : Jacquou adulte
- Claude Cerval : le comte de Nansac
- Simone Rieutor : Marie Féral
- Fred Ulysse : Martin Féral
- Élisabeth Wiener : Galiote de Nansac
- Paloma Matta : Lina adulte
- Isabelle Ferrand : Bertille
- Francis Claude : chevalier Galibert
- Henri Nassiet : le curé Bonnal
- Noël Roquevert : La Ramée
- François Vibert : Cassius
- Héléna Bossis : La Mathive
- Robert Bazil : Jean
- Lucien Barjon : Geral
- Luce Fabiole : Fantille
- Denis Manuel : Me Fontgrave
- Yvon Sarray : don Engelbert
- Fred Personne : le curé Villar
- Étienne Several : Guilhem
- Charles Moulin : Laborie
- Jacques Dannoville : Mascret
- Edmond Ardisson : Antoine
- Lucien Hubert : le président
- Charles Blavette : Jansou
- Douchka : Jeannette Mion
- Maurice Bourbon : Pierre Mion
- Jeanne Hardeyn : La Mion
- Roger Desmare : Marc
- Gilles Léger : Joseph
- Marie Verdi : Madeleine
- Pascal Tersou : le Garde
- Séverine : Hermine
- Pierre Nunzi : le fils de Nansac
- Vanina Winitzki : Lina enfant
- Hervé Sand : le brigadier
- Raymond Pélissier : le procureur
- Léonce Corne : le curé de Bars
- Marcel Dedieu : le secrétaire
- Martin Trévières : un gendarme
- Gérard Dournel : le guichetier
- Jacques Robiolles : le jésuite
- A.-M. Julien : le juge d’instruction
- Gilbert Beugniot : le greffier
- Pierre Duncan : le bourreau
- Paul Leroyer : l'huissier
- Guy Vassal : le jeune homme

## Fiche technique
- Titre : Jacquou le Croquant
- Réalisation : Stellio Lorenzi
- Assistant Réalisateur : Jacques Cathala
- Scénario : Stellio Lorenzi et Michelle O'Glor, d'après le roman de Eugène Le Roy (1899)
- Musique : Georges Delerue
- Photographie : Roger Dormoy et Jean Graglia
- Montage : Claude Dufour et Paul Loizon
- Décors : Jacques Chalvet
- Costumes : Christiane Coste
- Son : Jacques Merrien

### Tournage
Le tournage a eu lieu dans le département de la Dordogne, à Fanlac, Montbrison, Montignac, Saint-Laurent-des-Hommes, Sarlat et Sireuil, de février à août 1967.

## Épisodes

### La Tuilière
Martin Féral a tué le régisseur Laborie alors que celui-ci a tué son chien sans raison et se montrait menaçant. Après son arrestation, Marie Féral, appelée à la barre du procès de son mari, doit marcher quatre jours avec son fils Jacquou depuis Combenëgre pour rejoindre Périgueux. Malgré une plaidoirie enflammée de Maître Fontgrave, l’avocat de la famille Féral, contre l’injustice infligée au peuple, et malgré les deux témoins du village venus défendre Martin pour dénoncer la cruauté et les abus sexuels du comte de Nansac sur les villageoises, le procès est joué d’avance : Martin est condamné à 20 ans de travaux forcés et est envoyé au bagne de Rochefort.
Marie, rejetée par le curé pour avoir abjuré Dieu et la Vierge, et maudite par les serviteurs du comte, se voit refuser tout emploi dans la région. Réfugiée dans une maison en ruine du hameau de la Tuilière, le quotidien devient un enfer de misère. Jacquou, entre le déchirement d’avoir perdu son père et l’observation de l’injustice de la situation, développe un sentiment croissant de vengeance. Menacé par Mascret qui débusque son braconnage, il met le feu à la forêt de l’Herm appartenant à Nansac. Marie, qui souffre déjà des poumons, meurt misérablement après avoir été soumise à une forte averse d’orage. L’enterrement religieux est refusé par le curé et Jacquou se retrouve seul au monde.

### Le Curé Bonnal
Désormais orphelin de père et de mère, Jacquou parcourt les routes à la recherche d'un travail. Après plusieurs jours d'errance, il arrive épuisé et affamé à Fanlac où il est recueilli par le curé Bonnal. Ce dernier le prend sous son aile et décide de l'instruire ; il tente par ailleurs d'ôter de son cœur la haine qu'il a contre le comte de Nansac. Jacquou grandit et, à 20 ans, il retrouve Lina qui ne l'a pas oublié. Il assiste à des autodafés où les Jésuites incitent les habitants à dénoncer les prêtres jureurs. Un garde des Nansac suspecte ouvertement le curé Bonnal ; Jacquou le provoque en duel et le tue sous les yeux du comte.

## Commentaires
- Tirée du roman d’Eugène Le Roy publié en 1899, l’histoire se passe vers 1815, sous la Restauration, dans le Périgord.
- Lors de sa diffusion en 1969, la série fut très populaire, d'autant plus qu'elle coïncidait presque avec les cent ans de la chute du second Empire, en 1870, et donc avec les cent ans du rétablissement de la république et des idées républicaines en France. La série traite aussi une période rarement abordée de l'histoire de France : la période de la Restauration de la monarchie, entre 1815 et 1848, et parle de la misère qui régnait en France après la chute du premier empire et de la défaite de Napoléon à Waterloo en 1815. Dans la série, le comte de Nansac est présenté comme un noble qui s'était exilé pour fuir la Révolution française après 1789. Entre 1815 et 1830, cette noblesse exilée, de retour au pays, tenta de rétablir l'ancien ordre d'avant 1789, en essayant de retrouver tous ses anciens pouvoirs féodaux, ce qui débouchera sur la révolution de 1830, et l'instauration d'une monarchie plus libérale, et parlementaire, incarnée par Louis-Philippe Ier qui deviendra non plus le roi de France, mais le roi des Français. L'axe de la série s'étale de 1819 à 1830, où le retour très conservateur et inégalitaire de la monarchie débouchera sur la révolution de Juillet 1830, souvent appelée les Trois glorieuses.
- Une adaptation cinématographique a été réalisée par Laurent Boutonnat en 2007 avec Gaspard Ulliel dans le rôle de Jacquou, Tchéky Karyo, Olivier Gourmet et Marie-Josée Croze.

## Vidéographie
- zone 2 : Jacquou le Croquant, 15 mai 2002, (ASIN B00006471B)
- zone 2 : Jacquou le croquant, TF1 Vidéo, 2002, 3 dvd double face,  (EAN 3-384442-021654).